# Die Hamburger Krankheit
Die Hamburger Krankheit («La enfermedad de Hamburgo» en español) es una película de ciencia ficción germano-francesa de 1979 dirigida por Peter Fleischmann y protagonizada por Helmut Griem, Fernando Arrabal y Carline Seiser. La película trata sobre el brote de una epidemia y una cuarentena. La película recibió atención nuevamente en 2020 durante la pandemia de COVID-19.

## Argumento
Una epidemia mortal estalla en Hamburgo. Las víctimas caen muertas de la nada y adoptan una posición fetal. En una escena, un médico que realiza autopsias a los muertos de la epidemia dice: «Hace tres días eran 12, anteayer 57 y ahora no tenemos más espacio». Políticos y militares intervienen, instalan estaciones de cuarentena y desarrollan una vacuna, que, sin embargo, conlleva altos riesgos. La vida pública normal se ha estancado por completo, la gente sólo se atreve a salir a las calles a menudo desiertas con máscaras y, en algunos casos, con trajes de protección hechos por ellos mismos. Existen rigurosas restricciones de viaje, todos los que se han quedado en las cercanías de las personas infectadas son puestos en cuarentena estrictamente vigilada y la búsqueda del «paciente cero» continúa febrilmente para detectar el brote de la epidemia. La ciudad hanseática es acordonada y un pequeño grupo de personas deambula por la República Federal a la fuga. Al hacerlo, pasan Luneburgo. La ciudad ya está acordonada. Fulda se convierte en una cuenca colectora para el movimiento de refugiados. Alemania se encuentra en estado de emergencia. Finalmente la plaga termina, extinguiéndose tan repentinamente como apareció, y la «enfermedad de Hamburgo» termina en el sur de Alemania. 

## Reparto
- Helmut Griem como Sebastian.
- Fernando Arrabal como Ottokar.
- Carline Seiser como Ulrike.
- Tilo Prückner como Fritz.
- Ulrich Wildgruber como Heribert.
- Rainer Langhans como Alexander.
- Leopold Hainisch como Profesor Placek.
- Romy Haag como Carola.
- Evelyn Künneke como Wirtin.
- Peter von Zahn como Senador.
- Rosel Zech como Dr. Hamm.

## Producción
La película es una producción conjunta entre Alemania Occidental y Francia de Hallelujah-Film Munich, Bioskop-Film Munich, Terra-Filmkunst Berlin, S.N.D. Paris y ZDF.
Una conversación con el guionista de Luis Buñuel, Jean-Claude Carrière, llevó a Fleischmann al concepto de película. La idea inicial era que en Atenas, científicos colocaron un virus mortal y artificial en los pilares de la Acrópolis para resolver el problema de la superpoblación.

## Lanzamiento
El estreno en el cine alemán fue el 23 de noviembre de 1979. Dos meses antes del estreno cinematográfico, la película se proyectó en una versión preliminar aproximadamente ocho minutos más larga en el Festival de Cine de Hamburgo.

## Recepción
La película no fue un éxito comercial en 1979.
Hans C. Blumenberg escribió en 1979 en Die Zeit: «Die Hamburger Krankheit de Peter Fleischmann es una película caótica sobre condiciones caóticas, considerablemente más atractiva, inusual e inteligente de lo que sugieren muchas críticas», y «La puesta en escena de Fleischmann es tan excéntrica como el elenco de esta farsa apocalíptica entre Reeperbahn y Almhütte: una serie de violentas rupturas de estilo, sin importar las pérdidas estéticas».
Hellmuth Karasek escribió en 1979 en Der Spiegel: «Las cifras marginales muestran que Fleischmann quería oponer la realidad laqueada y embellecida de la Nueva Alemania con una especie de mundo Buñuel de enfermos y marginados».
Deutsche Film- und Medienbewertung (FBW, «Clasificación de películas y medios alemanes»): «El jurado de FBW comparte esta opinión [de Blumenberg] y, sobre todo, señala positivamente la puesta en escena desencadenada y exuberante de este "manicomio" y confirma la valiosa calificación».
El Festival de Cine de Hamburgo dijo en 2019: «Con un gran elenco y una banda sonora del joven Jean-Michel Jarre, este drama de culto utópico del fin de los tiempos ha sido completamente restaurado para conmemorar el 40 aniversario de su estreno original».